# Ivar Mountbatten
Ivar Mountbatten właśc. Ivar Alexander Michael Mountbatten (ur. 9 marca 1963) – brytyjski arystokrata i przedsiębiorca. Młodszy syn Davida Mountbattena, 3. markiza Milford Haven i jego drugiej żony Janet Mercedes Bryce. Jest krewnym księcia Filipa i królowej Elżbiety II. Jako praprawnuk królowej Wiktorii zajmuje 643. miejsce w sukcesji do tronu brytyjskiego.

## Życiorys
Ivar Mountbatten urodził się w 1963. W wieku 9 lat stracił ojca. Uczył się w Gordonstoun School, a następnie ukończył Middlebury College w stanie Vermont w USA, uzyskując tytuł Bachelor of Arts w zakresie geologii. W latach 1986–1993 pracował jako konsultant górniczy w Ameryce Południowej. Po powrocie do Anglii zajął się zarządzeniem jednym z rodzinnych majątków Mountbattenów – Moyns Park w hrabstwie Essex, który sprzedał w 1997 za 4 mln funtów.
23 kwietnia 1994 poślubił Penelope Thompson (ur. 1966), córkę Colina Thompsona. Z ich związku narodziło się troje dzieci:
- Lady Ella (ur. 1996)
- Lady Alexandra (ur. 1998)
- Lady Louise (ur. 2003)

Para rozwiodła się w listopadzie 2011.
We wrześniu 2016 wyznał, że jest homoseksualny i ujawnił, że jest w związku z Jamesem Coylem. W czerwcu 2018 para ogłosiła, że weźmie ślub podczas prywatnej ceremonii w posiadłości Mountbattena w Devon. Uroczystość odbyła się 22 września 2018. Mountbatten jest pierwszym w historii członkiem brytyjskiej rodziny królewskiej, który wziął ślub z osobą tej samej płci.
Lord Ivar mieszka w Bridwell Park w miejscowości Uffculme w hrabstwie Devon. Jest właścicielem hodowli jeleni i fermy drobiu.
Jest przyjacielem księcia Edwarda, hrabiego Wessex. W 2003 został jednym z ojców chrzestnych jego córki Ludwiki.